# New Clark City Athletics Stadium
New Clark City Athletics Stadium – wielofunkcyjny stadion zlokalizowany w kompleksie New Clark City Sports Hub w Capas, prowincja Tarlac, na Filipinach. Stanowi główną arenę lekkoatletyczną i piłkarską kompleksu administracyjno-sportowego New Clark City, będącego częścią Narodowego Centrum Administracyjnego.

## Budowa i otwarcie
Budowę stadionu rozpoczęto 25 kwietnia 2018 roku ceremoniałem wylania fundamentów, a zakończono 12 października 2019 – na 50 dni przed inauguracją 30. Letnich Igrzysk Azjatyckich (SEA Games) 2019 . Pierwszym wydarzeniem był finał krajowego biegu sztafetowego PATFA 1 września 2019.

## Dane techniczne
Stadion dysponuje 20 000 miejscami siedzącymi, rozmieszczonymi w 21 rzędach, umieszczonych wokół owalnego toru lekkoatletycznego, zgodnie z podanym planem na powierzchni stadionowej 25 000 m².
Tor lekkoatletyczny ma typowy układ 400 metrów, składający się z dziewięciu torów wykonanych z materiału marki Polytan. Wbudowane są także systemy pomiaru czasu RFID, umożliwiające elektroniczne śledzenie wyników zawodników. Tor wyposażono w zaplecze rozgrzewkowe z identyczną infrastrukturą RF i sprzętem renomowanej marki Technogym.
Stadium zostało zaprojektowane i wykonane z myślą o trwałości i względnej ochronie przed trzęsieniami ziemi — lokalna infrastruktura i użyte materiały, w tym beton laharowy z przybliżonego wulkanu Mount Pinatubo, zapewniają odporność do 8,9 w skali Richtera.